# سهره گلوگوگردی
سهره گلوگوگردی (نام علمی: Sicalis taczanowskii) گونه‌ای از پرندگان از خانواده فرخندگان است که در اکوادور و پرو یافت می‌شود. زیستگاه طبیعی آن بوته‌زارهای نیمه‌گرمسیری یا استوایی خشک است.